# Eddoe
L'Eddoe és una planta tropical, varietat de la Colocasia esculenta -molt semblant al taro-, que es conrea principalment pel seu ús comestible (el corm de l'arrel). És més petita que el taro, però a diferència d'aquest les seves fulles tendres es poden cuinar i menjar, tot i que amb cura perquè tenen un tast agre.

## Distribució
Sembla que l'inici del conreu d'aquesta planta va ser a la Xina i al Japó, i des d'allà es va introduir a les Índies Occidentals, on també se l'anomena "eddo de la Xina". Creix millor en sòls fèrtils i amb humus, però que estiguin ben drenats. No obstant això, també s'adapten al creixement en terres més pobres en nutrients i en climes més secs o, fins i tot, s'ajusten a temperatures més baixes que el taro.

## Nom
A l'eddo també se l'anomena malanga en àrees de parla castellana, però el mateix nom és també emprat per altres plantes de la família de les Araceae.En la parla urdú i en hindi se'l coneix amb el nom arvi o arbi. En bengalí es diu kochur mukhi i a Malàsia, el nom és xembb o xembu.
Els eddos formen part de la denominació genèrica emprada en portuguès carà o inhame, que inclou arrels comestibles dels gèneres Alocasia i Dioscorea. L'eddo és la varietat més comuna de carà/inhame que es menja a les regions de: São Paulo, Rio de Janeiro i Espírito Santo, i en altres regions del voltant. Són també bastant comunes al nord del Brasil, on són anomenades batata, però són menys habituals que les del gènere Colocasia, que són les autèntiques batates. Segons la cultura brasilera, els millors eddos per ser cuinats són els que tenen un color rosat més intens o els que tenen color lavanda per la zona on es tallen les fulles.